# SV Волопаса
SV Волопаса (лат. SV Boötis) — одиночная переменная звезда* в созвездии Волопаса на расстоянии приблизительно 12856 световых лет (около 3942 парсеков) от Солнца. Видимая звёздная величина звезды — от +13,52m до +12,78m.

## Характеристики
SV Волопаса — жёлто-белая пульсирующая переменная звезда типа RR Лиры (RRAB) спектрального класса F. Радиус — около 5,78 солнечных, светимость — около 68,375 солнечных. Эффективная температура — около 6906 K.